# Vasily Grigoryevich Lazarev
Vasili Grigoryevich Lazarev (tiếng Nga: Василий Григорьевич Лазарев; 23 tháng 2 năm 1928 – 31 tháng 12 năm 1990) là phi hành gia Xô Viết đi trên con tàu vũ trụ Soyuz 12 và con tàu vũ trụ Soyuz 18a trong một lần phóng vội vã.
Ông sinh ra tại Poroshino, Altai Krai, Cộng hòa Xã hội chủ nghĩa Xô viết Liên bang Nga.
Ông bị thương khi đang tăng tốc và hạ cánh tàu vũ trụ khi trở về Trái Đất nhưng không được trả chi phí cho chuyến bay của ông, buộc ông phải khiếu nại trực tiếp lên Leonid Brezhnev. Brezhnev khi đó là Tổng thư ký Đảng cộng sản Liên Xô
Lazarev có bằng Thạc sĩ Y khoa và mang quân hàm Đại tá trong Không quân Xô Viết. Sau đó, ông vẫn tham gia vào các chương trình không gian cho đến khi sức khỏe suy yếu vào năm 1981.
Theo một nguồn tin thì ông chết vì ngộ độc rượu ở Moskva.